# Kyle Mooney
Kyle James Kozub Mooney (4 de setembro de 1984) é um ator norte-americano, mais conhecido por fazer parte do elenco do Saturday Night Live.